# 石巻市立大原小学校
石巻市立大原小学校（いしのまきしりつおおはらしょうがっこう）は宮城県石巻市にある公立小学校。

## 沿革
- 1873年（明治6年）-　第七学区第二中学区第五小学校として開校。
- 1878年（明治11年）-　大原地区海岸に二階建校舎落成。
- 1889年（明治22年）-　小学校簡易科として鮎川・十八成・小渕・新山・泊・谷川・小網倉・鮫浦・寄磯に分教場独立。
- 1892年（明治25年）-　大原尋常小学校と改称。
- 1902年（明治35年）-　現在地に新校舎落成。
- 1904年（明治37年）-　小渕分教場を本校に合併。
- 1905年（明治38年）-　谷川小学校分離独立。
- 1910年（明治43年）-　大原尋常高等小学校と改称。
- 1921年（大正10年）-　校舎を増築。
- 1941年（昭和16年）-　大原国民学校と改称。
- 1947年（昭和22年）-　大原村立大原小学校と改称。
- 1955年（昭和30年）-　校舎落成。校旗・校章を制定。牡鹿町立大原小学校と改称。
- 1964年（昭和39年）-　鼓笛隊新設。学校給食完全実施開始。
- 1968年（昭和43年）-　小網倉分校を本校に統合。
- 1970年（昭和45年）-　へき地集会室落成。
- 1975年（昭和54年）-　現校舎落成。
- 1976年（昭和55年）-　プール落成。
- 1998年（平成10年）-　コンピュータ12台設置。
- 2005年（平成17年）-　石巻市立大原小学校と改称。
- 2011年（平成23年）-　東日本大震災はより避難所を開設。
- 2012年（平成24年）-　石巻市立谷川小学校を統合。
- 2016年（平成28年）-　特別教育棟完成。[1]

## 教育目標
「進んで学び　心豊かに　たくましく生きる　
大原っ子」の育成

## 学区
石巻市立大原小学校の学区は以下の通りである。
- 大原浜
- 給分浜
- 清水田浜
- 小網倉浜
- 小渕浜
- 谷川浜
- 泊浜
- 鮫浦
- 大谷川浜

## 進学
- 公立中学校の場合、石巻市立牡鹿中学校

## アクセス
- 石巻線渡波駅から車で約30分
- 三陸沿岸道路石巻女川ICから車で約50分